# Android 15
Android 15，內部代号为Vanilla Ice Cream，于2024年2月16日在开发者预览版1中发布。Android 15源代码于 2024年9月4日发布。Android 15稳定版于2024年10月15日发布。

## 历史

Android 15的开发者预览徽标

Android 15的第一个开发者预览版于2024年2月16日发布，第二个开发者预览版于2024年3月21日发布。

## 功能
第一个开发者预览版的文档中提到，Android 15将引入以下功能：
- 隐私沙箱
- 健康连接
- 文件完整性
- 部分屏幕共享
- 应用内相机控制
- 动态性能
- 敏感通知
- 通知冷却时间

爱好者们发现了其它正在开发的功能，这些功能可能会在以后的开发者预览版本中发布，例如重新引入锁屏小部件（该功能在Android 4.2中引入，但在Android 5.0中被删除）。情况相似的还有电池健康状况测定、应用程序存档、语音激活、私人空间和应用程序配对以及桌面模式下优化的多任务/窗口等。
第二个开发者预览版增加了更多功能，包括改进与卫星通信的兼容性、改进内置PDF阅读器以及对应用程序存档的支持等。
Beta 1的发布增加了更多功能，例如应用程序能够从边到边缩放并在屏幕顶部和底部绘制半透明系统栏、对第三方应用程序上的应用程序存档和取消存档的操作系统级支持商店、更好的盲文支持、联系人密钥的端到端加密以及许多其他新的开发人员功能。
Beta 1从操作系统层级支持第三方应用商店的应用归档与解压，使应用程序能够实现全屏显示并在屏幕顶部和底部绘制透明系统栏，改进了对盲文的支持，联系人密钥的端到端加密，增加了针对开发者的新功能。
Beta 2重新设计了认证面板、改进了隐私和安全设置，增加了新的音量面板、预测式返回功能，修复了一些蓝牙音频方面的问题。
Beta 3重新设计了的凭据管理器，并宣布逐步弃用WebSQL。
Android 15增加了对ISO 21496-1增益映射（Gain Map）HDR图像格式标准的支持，该格式与SDR显示屏兼容，并可同时进行Ultra HDR标准的编码和解码。苹果公司从iOS 18开始也支持ISO 21496-1（苹果称为自适应 HDR），因此能使HDR图像实现跨平台兼容。。
Android 15基于Linux内核6.6版本。

## 外部連結
- 官方网站

| 前任： Android 14 | Android 15 2024 | 繼任： Android 16 |